# Das Wachsfigurenkabinett
Das Wachsfigurenkabinett er en tysk stumfilm fra 1924 instrueret af Leo Birinski og Paul Leni.

## Medvirkende
- Emil Jannings som Harun al-Rashid
- Conrad Veidt som Ivan
- Werner Krauss som Jack
- William Dieterle
- John Gottowt
- Olga Belajeff som Eva / Maimune / Boyar bride
- Georg John
- Ernst Legal